# 1931-es Tour de France
Az 1931-es Tour de France volt a 25. francia körverseny. 1931. június 30-a és július 26-a között rendezték. Az előző évben bevezetett szabályok szerint idén is nemzeti csapatok versenyeztek, hat ország kerekesei a francia, belga, olasz és német teljes létszámú volt, az ausztrálok és a svájciak közös csapatban indultak, és a spanyol csapat csak egy versenyzőből állt. Meglepetésre az osztrák Max Bulla aki egyéni (turista) induló volt, megnyerte a második szakaszt és ezzel a sárga trikót is viselte. Ő a Tour de France történetében az egyetlen aki egyéni versenyzőként ezt elérte és 2005-ig az egyetlen osztrák aki szakaszt nyert. Egyes szakaszokon (2, 3, 4, 6 és 12) a nemzeti csapatokat 10 perccel előbb indították mint az egyéni versenyzőket és ezeken csak két bónusz pont járt a győzelemért. Charles Pélissier és Rafaele di Paco öt-öt szakaszt nyert meg, mégis a csak két szakaszon nyertes Antonin Magne lett a végső győztes. Az előző évi bajnok André Leducq nem volt formában, tizedikként végzett összesítésben.

## Szakaszok
| Szakasz | Időpont    | Végpontok                      | Jellege       | Hossz (km) | Szakaszgyőztes           | Összetett első                                  |
| ------- | ---------- | ------------------------------ | ------------- | ---------- | ------------------------ | ----------------------------------------------- |
| 1       | június 30. | Párizs – Caen                  | Sík szakasz   | 206        | Alfred Haemerlinck (BEL) | Alfred Haemerlinck (BEL)                        |
| 2       | július 1.  | Caen – Dinan                   | Sík szakasz   | 212        | Max Bulla (AUT)          | Max Bulla (AUT)                                 |
| 3       | július 2.  | Dinan – Brest                  | Sík szakasz   | 206        | Fabio Battesini (ITA)    | Léon Le Chalvez (FRA)                           |
| 4       | július 3.  | Brest – Vannes                 | Sík szakasz   | 211        | André Godinat (FRA)      | Rafaele di Paco (ITA)                           |
| 5       | július 4.  | Vannes – Les Sables-d’Olonne   | Sík szakasz   | 202        | Charles Pélissier (FRA)  | Charles Pélissier (FRA) · Rafaele di Paco (ITA) |
| 6       | július 5.  | Les Sables d'Olonne – Bordeaux | Sík szakasz   | 338        | Alfred Haemerlinck (BEL) | Rafaele di Paco (ITA)                           |
| 7       | július 6.  | Bordeaux – Bayonne             | Sík szakasz   | 180        | Gérard Loncke (BEL)      | Rafaele di Paco (ITA)                           |
| 8       | július 7.  | Bayonne – Pau                  | Sík szakasz   | 106        | Charles Pélissier (FRA)  | Charles Pélissier (FRA)                         |
| 9       | július 8.  | Pau – Luchon                   | Hegyi szakasz | 231        | Antonin Magne (FRA)      | Antonin Magne (FRA)                             |
| 10      | július 10. | Luchon – Perpignan             | Hegyi szakasz | 322        | Rafaele di Paco (ITA)    | Antonin Magne (FRA)                             |
| 11      | július 12. | Perpignan – Montpellier        | Sík szakasz   | 164        | Rafaele di Paco (ITA)    | Antonin Magne (FRA)                             |
| 12      | július 13. | Montpellier – Marseille        | Sík szakasz   | 207        | Max Bulla (AUT)          | Antonin Magne (FRA)                             |
| 13      | július 14. | Marseille – Cannes             | Sík szakasz   | 181        | Charles Pélissier (FRA)  | Antonin Magne (FRA)                             |
| 14      | július 15. | Cannes – Nice                  | Hegyi szakasz | 132        | Eugenio Gestri (ITA)     | Antonin Magne (FRA)                             |
| 15      | július 17. | Nice – Gap                     | Hegyi szakasz | 233        | Jef Demuysere (BEL)      | Antonin Magne (FRA)                             |
| 16      | július 18. | Gap – Grenoble                 | Hegyi szakasz | 102        | Charles Pélissier (FRA)  | Antonin Magne (FRA)                             |
| 17      | július 19. | Grenoble – Aix-les-Bains       | Hegyi szakasz | 230        | Max Bulla (AUT)          | Antonin Magne (FRA)                             |
| 18      | július 20. | Aix-les-Bains – Evian          | Hegyi szakasz | 223        | Jef Demuysere (BEL)      | Antonin Magne (FRA)                             |
| 19      | július 21. | Evian – Belfort                | Hegyi szakasz | 282        | Rafaele di Paco (ITA)    | Antonin Magne (FRA)                             |
| 20      | július 22. | Belfort – Colmar               | Hegyi szakasz | 209        | André Leducq (FRA)       | Antonin Magne (FRA)                             |
| 21      | július 23. | Colmar – Metz                  | Sík szakasz   | 192        | Rafaele di Paco (ITA)    | Antonin Magne (FRA)                             |
| 22      | július 24. | Metz – Charleville             | Sík szakasz   | 159        | Rafaele di Paco (ITA)    | Antonin Magne (FRA)                             |
| 23      | július 25. | Charleville – Malo-les-Bains   | Sík szakasz   | 271        | Gaston Rebry (BEL)       | Antonin Magne (FRA)                             |
| 24      | július 26. | Malo-les-Bains – Párizs        | Sík szakasz   | 313        | Charles Pélissier (FRA)  | Antonin Magne (FRA)                             |

## Végeredmény

### Egyéni verseny
|                        | Versenyző        | Csapat           | Idő             |
| ---------------------- | ---------------- | ---------------- | --------------- |
| 1                      | Antonin Magne    | Franciaország    | 177 óra 10' 03" |
| 2                      | Jef Demuysere    | Belgium          | +12' 56"        |
| 3                      | Antonio Pesenti  | Olaszország      | +22' 51"        |
| 4                      | Gaston Rebry     | Belgium          | +46' 40"        |
| 5                      | Maurice De Waele | Belgium          | +49' 46"        |
| 6                      | Julien Vervaecke | Belgium          | +1 óra 10' 11"  |
| 7                      | Louis Peglion    | Franciaország    | +1 óra 18' 33"  |
| 8                      | Erich Metze      | Németország      | +1 óra 20' 59"  |
| 9                      | Albert Büchi     | Ausztrália/Svájc | +1 óra 29' 29"  |
| 10                     | André Leducq     | Franciaország    | +1 óra 30' 08"  |
| 81 induló 35 célba érő |                  |                  |                 |

### Csapatverseny
|   | Csapat           | Idő             |
| - | ---------------- | --------------- |
| 1 | Belgium          | 533 óra 19' 31" |
| 2 | Franciaország    | +57' 19"        |
| 3 | Németország      | +3 óra 11' 38"  |
| 4 | Ausztrália Svájc | +3 óra 53' 54"  |
| 5 | Olaszország      | +4 óra 00' 06"  |